# Herman Pleij
Herman Pleij (Hilversum, 24 februari 1943) is een emeritus hoogleraar historische Nederlandse letterkunde, gespecialiseerd in de middeleeuwse literatuur.

## Loopbaan
In 1979 promoveerde hij op het proefschrift Het Gilde van de Blauwe Schuit: Literatuur, volksfeest en burgermoraal in de late middeleeuwen over onder andere oude carnavalsteksten. In 1981 werd hij hoogleraar aan de Universiteit van Amsterdam. Van 1992 tot 1994 was hij decaan van de Faculteit der Letteren. Op 29 februari 2008 ging hij met emeritaat. Sindsdien publiceert hij veel over cultuurhistorische onderwerpen, zoals het vraagstuk van de nationale identiteit. Als deelnemer aan tv-praatprogramma's participeert hij regelmatig in het publieke debat.

## Eerbewijzen
- 2000: Eredoctoraat van de Katholieke Universiteit Brussel
- 2008: Ridder in de Orde van de Nederlandse Leeuw

## Bestseller 60
| Boeken met noteringen in de Nederlandse Bestseller 60 | Jaar van verschijnen | Datum van binnenkomst | Hoogste positie | Aantal weken | Opmerkingen   |
| ----------------------------------------------------- | -------------------- | --------------------- | --------------- | ------------ | ------------- |
| Moet kunnen                                           | 2014                 | 02-11-2014            | 6               | 11           |               |
| Geluk!? Van hemelse gave tot hebbeding                | 2017                 | 04-10-2017            | 4               | 5            |               |
| Oefeningen in genot                                   | 2020                 | 29-01-2020            | 19              | 3            |               |
| Met een scheef oog                                    | 2022                 | 23-02-2022            | 43              | 1            | autobiografie |

## Trivia
- Herman Pleij heeft in de jaren vijftig korte tijd als semiprof gevoetbald bij voetbalclub 't Gooi.